# Walter
Walter Henrique da Silva, mais conhecido como Walter (Recife, 22 de julho de 1989), é um futebolista brasileiro que atua como centroavante. Atualmente joga pelo CRA-MS.

## Biografia

### Infância
Walter Henrique da Silva nasceu como caçula entre seis irmãos. A família, constituída sob os cuidados de dona Edith, foi formada por duas mulheres, Sueli e Suzy, e quatro homens, todos com nomes iniciados pela letra "W": Wandeork e Waldex, além do finado Waldemir (assassinado em um ônibus quando Walter tinha sete anos) e do próprio Walter.
Walter morava no Coque, uma zona muito pobre e particularmente violenta em Recife. Lá, mais do que Walter, era Quico, em referência à personagem do seriado mexicano Chaves, a exemplo dele, um menino bochechudo que está sempre agarrado a uma bola. Jogar futebol pelas ruas maltratadas da região era sua alegria. O sustento da casa saía da venda de perfumes de dona Edith, sua mãe. Ela carregava um cesto na cabeça pelas vielas do Coque, batendo de porta em porta. Mais de uma vez, teve que escapar de tiroteios.
Chegava a deixar de comprar os ingredientes do café da manhã para dar dinheiro para o filho caçula ir treinar na escolinha do Sport ou do Santa Cruz. Quando o menino tinha oito anos, ela fez um esforço além do concebível e comprou um par de chuteiras para ele. Walter não entendeu direito o que poderia fazer com aqueles calçados nas ruas do Coque. Mas, tão novo, percebeu o tamanho do gesto de sua mãe. Não tirou mais aquele momento da cabeça. Começou a criar um plano que carregaria vida afora: retribuir cada sacrifício de dona Edith.
Walter viu de tudo. Viu assaltos. Viu trocas de tiros. Chegou a invadir casas de desconhecidos para escapar de balas. Viu gente morrendo na sua frente. Quando tinha 11 anos, de uma esquina, protegido por um muro, acompanhou a ação de um bandido que tentava roubar um carro. O motorista reagiu. Foi baleado. O assaltante saiu correndo, e o menino se aproximou do automóvel, como se aproximara do ônibus onde seu irmão foi assassinado anos antes. Viu a vítima agonizar até a morte.
Em casa, onde ficava sob os cuidados da avó enquanto a mãe trabalhava, Walter tinha nada mais do que o básico. Nem que chovessem canivetes dona Edith permitiria que o caçula trabalhasse. Mas o menino era inquieto. Sem que ela soubesse, empurrava carroças com papelões para ganhar uns trocados. Durante poucos dias, também vendeu cachorrinhos de pelúcia, daqueles que são colocados no espelho do carro e ficam balançando com o movimento.

## Carreira

### Início
Com 11 anos ganhou uma vaga na escolinha do Sport por causa de uma cortesia dada pelo Hospital Português. Foi sua mãe quem conseguiu. Mas quando terminou o período da bolsa, seria preciso pagar para o menino continuar treinando, e não havia dinheiro. O futuro atacante ficou dois anos parado.
Aos 13, soube de uma peneira no Coque realizada pelo Santa Cruz. Conseguiu ser aprovado. Começou a jogar bem. Acabou transferindo-se para o Vitória. Ficou seis meses em Salvador e aí rumou para Porto Alegre, a cidade que revolucionaria seu destino, onde foi jogar no São José-RS.

### Internacional
Vindo dos juniores do São José-RS, Walter foi o grande destaque colorado durante a Copa São Paulo de Juniores 2008. Logo depois, já começou a treinar no time profissional. Desde que surgiu, Walter foi bastante comparado ao ídolo colorado Claudiomiro.
Pelo time profissional do Inter, Walter marcou logo três gols no Gauchão 2009. Em maio de 2009, sofreu grave lesão no joelho durante uma partida pelos juniores do Inter, obrigando-o a fazer cirurgia e, posteriormente, fisioterapia.
Em 2010, Walter voltou a jogar, mas pelo time B do Inter que começou o Gauchão 2010. Com boas atuações, foi inscrito na Libertadores 2010 com a camisa 16 como mais uma opção para o ataque. Mas em um desentendimento com o Internacional, aliado a problemas familiares e financeiros, Walter deixou de ir aos treinos, e quanto voltou, como castigo, foi rebaixado novamente para o time B. Em 19 de março de 2010, o Inter anunciou que Walter seria reintegrado ao time principal.
Walter conquistou a titularidade no Inter, após receber chances, já que os outros jogadores da posição não estavam em um bom momento. Walter aproveitou e foi titular por boa parte da temporada de 2010. As boas atuações lhe renderam uma negociação com o Porto de Portugal. Na passagem pelo Inter, Walter atuou em 44 partidas e balançou as redes em 10 oportunidades.

### Porto
Em 28 de julho de 2010, após semanas de negociações, Walter foi anunciado como reforço do Porto, por 6 milhões de euros por 75% dos direitos econômicos, com contrato até 30 de junho de 2015. Embora tenha números bons, 16 gols em 33 jogos, devido a vários questionamentos sobre o seu peso, Walter deixa o Porto, e em janeiro de 2012, assina por empréstimo com o Cruzeiro.

### Cruzeiro
No início de janeiro de 2012, foi contratado por empréstimo com direito de compra pelo Cruzeiro. Pouco aproveitado pelo técnico Celso Roth e em baixa no time, Walter rescinde com o Cruzeiro e acerta com o Goiás novamente por empréstimo.

### Goiás
O principal responsável pela contratação de Walter pelo Goiás foi o técnico do clube na época, Enderson Moreira, que queria contratar o jogador desde os tempos de Internacional. Walter só não saiu do Porto direto para o Goiás, pois o clube português não aceitava que seu jogador fosse jogar num time da segunda divisão.
No dia 25 de junho de 2012, Walter foi contratado por empréstimo pelo Goiás. Ele chegou ao Goiás para a disputa da Série B depois de ter rescindido seu contrato com o Cruzeiro. Sua chegada foi um pouco conturbada, até porque estava alguns "quilinhos" acima do peso. Mas, acreditando em si, deu a volta por cima e virou peça intocável no elenco esmeraldino, sendo muito querido pela torcida. Levantou a taça de campeão brasileiro da Série B no time esmeraldino sendo o artilheiro da equipe com 16 gols. Renovou seu contrato de empréstimo com o Goiás até 31 de dezembro de 2013.
Em 2013, levantou mais um título pelo clube goiano e se destacou no Goianão, sendo vice-artilheiro do campeonato com 11 gols marcados. Walter se esforçou para manter sua forma física e, apesar de seus 1,78 m de altura e aproximadamente 118 kg de massa, o centroavante foi um dos destaques do Goiás no Brasileirão 2013.
Além de seu time ter feito uma campanha muito boa em 2013, o jogador conquistou no mesmo ano o Troféu Armando Nogueira, que elege o melhor jogador do Campeonato Brasileiro, e esteve presente na seleção do campeonato nos prêmios Bola de Prata e da Seleção do Campeonato da CBF.
Em grande fase, Walter foi considerado um ídolo do clube pela torcida.
| “ | Sabe, tem dia que eu tô em casa, sem fazer nada, e aí eu começo a pensar em tudo isso. Saindo de onde saí, eu consegui, eu virei um jogador. Pode ter certeza de que eu valorizo cada vitória, cada gol, cada centavo, por causa de tudo que aconteceu comigo. Mas tem hora que eu acho que tô sonhando. | ” |

### Fluminense

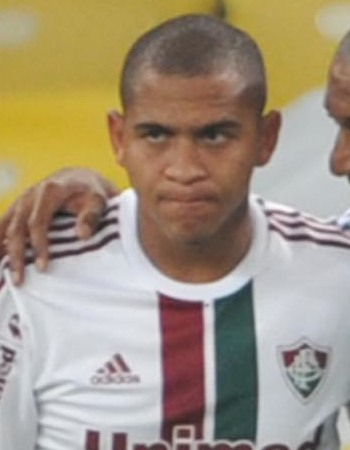
Walter com o Fluminense em 2014

No dia 7 de janeiro de 2014 foi oficializado o seu empréstimo por duas temporadas ao Fluminense. O jogador, que tem contrato com o Porto até julho de 2016, não chegou a um acordo para sua permanência no Goiás. Após uma boa briga com o Sport, time de coração de Walter, o tricolor carioca conseguiu acertar com o atacante, que se destacou no Brasileirão 2013, com a ajuda de seu maior patrocinador, a Unimed. Em seu site oficial, o Fluminense anuncia a contratação com a manchete: "O melhor do Brasileirão 2013".
Após fechar com o tricolor carioca, em um rápido contato por telefone ao site globoesporte.com, Walter disse estar muito feliz em defender o Fluminense. Na sua estreia pelo Fluminense, em um Fla-Flu do Campeonato Carioca, Walter marcou o último gol da vitória de 3–0 da equipe tricolor. Marcou dois gols na goleada por 4–1 diante do Boavista, em partida válida pelo Campeonato Carioca.

### Athletico Paranaense
Em 2015, Walter começou a ficar insatisfeito não apenas com a reserva no Fluminense, mas também com os salários atrasados pela Unimed, patrocinadora anterior do clube. Em meio à insatisfação, recebeu uma proposta do Athletico-PR. Com a oportunidade, no dia 9 de abril, Walter rescindiu o seu contrato com o Fluminense e assinou contrato de um ano com o Athletico-PR, com opção de renovação por mais duas temporadas. No clube se destacou em vários momentos e viveu boa fase. Fazendo gol até na final do Paranaense de 2016 contra o Coritiba, ajudando o Furação a faturar mais um título estadual. Logo depois encerrou sua passagem pelo clube.

### Retorno ao Goiás
Em 18 de agosto de 2016, o Goiás acertou o retorno de Walter, que estava no Athletico Paranaense, sendo emprestado pela segunda vez aos esmeraldinos pelo Porto. Marcou seu primeiro gol no retorno ao Goiás, na derrota esmeraldina por 1–2 diante do Vila Nova. Fez o primeiro gol no clássico contra o Atlético Goianiense, mas o Goiás perdeu de 4–2 no Serra Dourada. Comandou o time esmeraldino fazendo o primeiro gol na vitória de virada por 3-2 diante do Joinville. Após alguns problemas dentro do clube e o rendimento baixo, encerrou sua segunda passagem pelo time esmeraldino.

### Atlético Goianiense
No dia 14 de março, Walter é anunciado pelo Atlético Goianiense para reforçar o time no ano de 2017. Em sua estreia marcou um golaço contra o Coritiba, mas não pode evitar a derrota de seu time por 1–4 na estreia do Brasileirão. Marcou seu segundo gol pelo time goiano, na vitória por 1–3 contra a Ponte Preta em Campinas. Seu último feito foi um lindo gol de cavadinha, em cobrança de pênalti contra o Palmeiras. Mas não evitou a derrota do Dragão por 3–1.

### Paysandu
Assinou para jogar a temporada de 2018 no Paysandu, mas não teve bons desempenhos. Seu físico acima do peso dificultou mais ainda sua adaptação ao time e facilitou sua saída do clube, ainda em abril.

### CSA
Assinou com o CSA para jogar a Série B do Brasileirão 2018. E logo em sua estreia marcou um gol de pênalti, fechando a goleada de seu time por 5–1 diante do Oeste.

### Goiás
O Goiás anunciou na manhã do dia 9 de maio de 2019 a volta de Walter, ídolo da torcida esmeraldina. Suspenso por doping e ainda sem poder entrar em campo, o atacante recebeu um voto de confiança do clube goiano e terá três meses para perder peso e provar que tem condições de defender o time.

### Retorno ao Athletico Paranaense
Em 8 de maio de 2020, o Athletico Paranaense confirmou mais uma oportunidade para Walter, que terá três meses para entrar em forma.

### Vitória
No dia 27 de fevereiro de 2021 assinou com o Vitória até o fim de 2021, porém em 13 de abril, o jogador rescindiu o contrato com o clube alegando problemas pessoais.

### São Caetano
Em 16 de abril de 2021, após rescindir com o time baiano, Walter assina com o São Caetano. Saiu do clube após somente um mês, jogando seis jogos e não marcando gol, além de participar do péssimo desempenho do clube no Paulista, sendo rebaixado e não ganhando nenhuma das 12 rodadas disputadas.

### Botafogo-SP
Após rescindir com o São Caetano e ficar sem clube, Walter foi anunciado como novo reforço do Botafogo-SP em 17 de maio, sendo o 4° reforço do clube e tendo escolhido a camisa 18.

### Santa Cruz
Em 15 de dezembro de 2021, Walter foi apresentado pelo Santa Cruz para temporada 2022.Em 29 de janeiro de 2022, Walter estreou pelo Santa Cruz no primeiro encontro da história entre o Caruaru City e o Tricolor, em que este venceu a partida por 2–1, no estádio Vera Cruz, pela 2ª rodada do Campeonato Pernambucano. Walter marcou seu primeiro gol com a camisa tricolor e participou de outros três na goleada do Santa Cruz, no Estádio do Arruda pelo placar de 5–2, diante do Afogados.
Walter deixou o Santa Cruz com oito partidas, marcando três gols e distribuindo uma assistência.

### Amazonas
Em 11 de março de 2022, o Amazonas anunciou oficialmente a contratação de Walter, para a sequência da temporada que inclui o Campeonato Amazonense e para a Série D do Brasileiro. Já no dia 12, Walter fez sua estreia pelo Amazonas com vitória por 1–0 sobre o Fast Club, no estádio Arena da Amazônia. Ele atuou por 78 minutos.
O Amazonas anunciou, em 16 de maio de 2022, a rescisão contratual com Walter. Ele atou em apenas duas partidas e sem marcar um gol.

### Goiânia
Em 11 de agosto de 2022 Walter foi apresentado ao Goiânia, que disputa a segunda divisão do Campeonato Goiano. Ele ficou no Goiânia até o fim da temporada. Walter estreou pelo Goiânia na derrota por 2–1 para a ASSEV pela 2ª rodada da Divisão de Acesso.
Walter deixou o Goiânia após disputar seis partidas e não fazer nenhum gol na segunda divisão do Campeonato Goiano.

### Afogados da Ingazeira
Em de dezembro de 2022, Walter foi anunciado pelo Afogados como a principal contratação para o Estadual 2023.
Em 1º de abril de 2023, Walter quebrou um jejum de um ano e 20 dias para marcar um gol no futebol profissional. Ele fez o segundo do Afogados na derrota para o Salgueiro por 3–2 e o primeiro dele com a camisa do time pernambucano.
Walter deixou o Afogados ao fim do campeonato, ele atuou em cinco jogos, sendo que foi titular apenas uma vez. O atacante marcou um gol, justamente em sua última partida.

### Pelotas
Em 18 de maio de 2023, foi anunciado como novo reforço do Pelotas para a disputa do Campeonato Gaucho Série A2 2023.
No dia 28 de maio de 2023, Walter estreou pelo Pelotas, ele entrou nos últimos minutos da goleada por 4–0 do Lobo diante do Guarani de Venâncio Aires, pela Série A2 do Campeonato Gaúcho.
Com fome de gol, Walter chegou a marcar um gol de barriga na partida contra o São Gabriel, porém foi assinalado impedimento.

### São Borja
Em agosto de 2023, foi anunciado como reforço do São Borja.
O jogador estreou em 25 de setembro em goleada por 4–0 sobre o Santo Ângelo pela Série B do Campeonato Gaúcho, perdeu pênalti e terminou dispensado em passagem relâmpago.

### Fut7
Em novembro de 2023, acertou com o Revisar, de Maringá, para a disputa do Campeonato Paranaense de Fut7.

## Seleção Brasileira

#### Base
Participou de todos os jogos da Seleção Brasileira Sub-20 na campanha do time na conquista do Bi-Campeonato Sul-Americano da categoria, em 2009. De quebra, ainda foi um dos artilheiros do campeonato com cinco gols.

## Vida pessoal
Walter é grande amigo do atacante Hulk, principalmente porque este ajudou Walter no tratamento de sua filha, dando apoio moral e financeiro ao atacante, tudo isso na época em que ambos jogavam em Portugal, no Porto.
É amigo de infância do também atacante Anderson Lopes.

## Estatísticas

### Clubes
| Clube               | Temporada | Campeonato nacional | Campeonato nacional | Copa nacional[a] | Copa nacional[a] | Competições continentais[b] | Competições continentais[b] | Outros torneios[c] | Outros torneios[c] | Total | Total |
| Clube               | Temporada | Jogos               | Gols                | Jogos            | Gols             | Jogos                       | Gols                        | Jogos              | Gols               | Jogos | Gols  |
| ------------------- | --------- | ------------------- | ------------------- | ---------------- | ---------------- | --------------------------- | --------------------------- | ------------------ | ------------------ | ----- | ----- |
| Internacional       | 2009      | -                   | -                   | -                | -                | —                           | —                           | 5                  | 3                  | 5     | 3     |
| Internacional       | 2010      | 6                   | 2                   | -                | -                | 8                           | 2                           | 15                 | 4                  | 29    | 8     |
| Internacional       | Total     | 6                   | 2                   | 0                | 0                | 8                           | 2                           | 20                 | 7                  | 34    | 11    |
| Porto-POR           | 2010/11   | 13                  | 5                   | 4                | 4                | 5                           | 0                           | 3                  | 1                  | 25    | 10    |
| Porto-POR           | 2011/12   | 6                   | 2                   | 2                | 4                | —                           | —                           | —                  | —                  | 8     | 6     |
| Porto-POR           | Total     | 19                  | 7                   | 6                | 8                | 5                           | 0                           | 3                  | 1                  | 33    | 16    |
| Cruzeiro            | 2012      | —                   | —                   | 3                | 1                | —                           | —                           | 8                  | 2                  | 11    | 3     |
| Cruzeiro            | Total     | 0                   | 0                   | 3                | 1                | 0                           | 0                           | 8                  | 2                  | 11    | 3     |
| Goiás               | 2012      | 28                  | 16                  | —                | —                | —                           | —                           | —                  | —                  | 28    | 16    |
| Goiás               | 2013      | 32                  | 13                  | 8                | 5                | —                           | —                           | 14                 | 11                 | 54    | 29    |
| Goiás               | 2016      | 10                  | 3                   | —                | —                | —                           | —                           | —                  | —                  | 10    | 3     |
| Goiás               | 2017      | 0                   | 0                   | 1                | 0                | —                           | —                           | 5                  | 0                  | 6     | 0     |
| Goiás               | Total     | 70                  | 32                  | 9                | 5                | —                           | —                           | 19                 | 11                 | 98    | 48    |
| Fluminense          | 2014      | 23                  | 2                   | 5                | 1                | 1                           | 0                           | 11                 | 6                  | 40    | 9     |
| Fluminense          | 2015      | 0                   | 0                   | 0                | 0                | 0                           | 0                           | 10                 | 0                  | 10    | 0     |
| Fluminense          | Total     | 23                  | 2                   | 5                | 1                | 1                           | 0                           | 21                 | 6                  | 50    | 9     |
| Atlético Paranaense | 2015      | 32                  | 9                   | 2                | 1                | 4                           | 1                           | —                  | —                  | 38    | 11    |
| Atlético Paranaense | 2016      | 19                  | 3                   | 4                | 1                | —                           | —                           | 12                 | 1                  | 35    | 5     |
| Atlético Paranaense | 2020      | 17                  | 0                   | 1                | 0                | 3                           | 1                           | —                  | —                  | 21    | 1     |
| Atlético Paranaense | Total     | 67                  | 12                  | 7                | 2                | 8                           | 2                           | 12                 | 1                  | 93    | 17    |
| Atlético Goianiense | 2017      | 21                  | 5                   | —                | —                | —                           | —                           | —                  | —                  | 21    | 5     |
| Atlético Goianiense | Total     | 21                  | 5                   | 0                | 0                | 0                           | 0                           | 0                  | 0                  | 21    | 5     |
| Paysandu            | 2018      | —                   | —                   | —                | —                | —                           | —                           | 12                 | 3                  | 12    | 3     |
| Paysandu            | Total     | 0                   | 0                   | 0                | 0                | 0                           | 0                           | 12                 | 3                  | 12    | 3     |
| CSA                 | 2018      | 15                  | 2                   | —                | —                | —                           | —                           | —                  | —                  | 15    | 2     |
| CSA                 | Total     | 15                  | 2                   | 0                | 0                | 0                           | 0                           | 0                  | 0                  | 15    | 2     |
| Total               | Total     | 221                 | 62                  | 30               | 17               | 22                          | 4                           | 95                 | 31                 | 367   | 114   |

- a. ^ Jogos da Copa do Brasil e Taça de Portugal
- b. ^ Jogos da Copa Libertadores e Copa Sul-Americana
- c. ^ Jogos dos Campeonatos Estaduais e Taça da Liga

## Títulos
Athletico-PR
- Campeonato Paranaense: 2016

Goiás
- Campeonato Goiano: 2013
- Campeonato Brasileiro - Série B: 2012

Porto
- Liga Europa da UEFA: 2010-11
- Campeonato Português: 2010-11
- Taça de Portugal: 2010-11
- Supertaça de Portugal: 2009-10

Internacional
- Copa Libertadores da América: 2010
- Campeonato Gaúcho: 2009

Seleção Brasileira
- Campeonato Sul-Americano: 2009

## Artilharia
Seleção Brasileira
- Artilheiro do Campeonato Sul-Americano de Futebol Sub-20 de 2009 (5 gols)

## Prêmios individuais
| Ano  | Premiação                    | Prêmio          | Time  | Resultado | Ref.   |
| ---- | ---------------------------- | --------------- | ----- | --------- | ------ |
| 2013 | Troféu Armando Nogueira      | Melhor jogador  | Goiás | Venceu    | [ 59 ] |
| 2013 | Prêmio Craque do Brasileirão | Melhor jogador  | Goiás | Venceu    | [ 59 ] |
| 2013 | Prêmio Craque do Brasileirão | Melhor atacante | Goiás | Venceu    | [ 60 ] |
| 2013 | Bola de Ouro                 | Melhor jogador  | Goiás | 2º lugar  | [ 61 ] |
| 2013 | Bola de Prata                | Melhor atacante | Goiás | Venceu    | [ 62 ] |